# Methylcobalamine
Methylcobalamine (MeCbl) is een van de actieve vormen van vitamine B12. Als cofactor is het betrokken bij diverse aspecten van de stofwisseling. Methylcobalamine verschilt van cyanocobalamine, de meest bekende vorm van vitamine B12, doordat de cyanidegroep aan het kobalt-ion vervangen is door een methylgroep. Vanuit het oogpunt van de coördinatiechemie is methylcobalamine een opmerkelijke verbinding: het is een van de weinige organische metaalcomplexen die een metaal-alkylbinding bevat.
Methylcobalamine is een fysiologisch actieve verbinding die als geneesmiddel wordt ingezet bij de behandeling of ter voorkoming van een vitamine B12-tekort. Methylcobalamine wordt ook gebruikt bij de behandeling van neuropathie (al dan niet geassocieerd met diabetes mellitus) en als voorbereidende behandeling voor amyotrofe laterale sclerose (ALS).
Het methylcobalamine dat in voeding voorkomt is nog niet biologisch actief. Het wordt eerst omgezet in cob-(II)-alamine (met tweevoudig kobalt-ion). Cob-(II)-alamine wordt dan later omgezet in de twee actieve vormen: adenosylcobalamine en methylcobalamine die gebruikt kunnen worden als cofactor in diverse stofwisselingsprocessen. Methylcobalamine wordt dus eerst gedealkyleerd en vervolgens geregenereerd.